# Pickersgilleilanden
Pickersgilleilanden (Engels: Pickersgill Islands) is een groep van drie eilanden, zuidwestelijk van Zuid-Georgië gelegen. 
In januari 1775 werd de eilandengroep ontdekt door James Cook en gaf het de naam van zijn luitenant Richard Pickersgill. Ze werden herontdekt in 1819 door een Russische expeditie onder leiding van Fabian Gottlieb von Bellingshausen.

De Pickersgilleilanden

De eilanden maken deel uit van de eilandengroep Zuid-Georgië Eilanden. Het hoofdeiland heet Tanner Island.
Zuid-Georgia:

Zuid-Georgia · Annenkoveiland · Bird Island · Cooper Island · Graseiland · Pickersgilleilanden · Welkomeilanden · Williseilanden · Zwarte Rotsen · Aalscholversrotsen · Clerkerotsen

Zuidelijke Sandwicheilanden:

Traversay- en Lichtmiseilanden: Zavodovski-eiland · Leskoveiland · Visokoi-eiland · Lichtmiseiland · Vindicatie-eiland

Zuidelijke Thule-eilanden: Bellingshauseneiland · Cookeiland · Thule-eiland

Overige eilanden: Bristoleiland · Montagu-eiland · Saunderseiland